# Horten H V

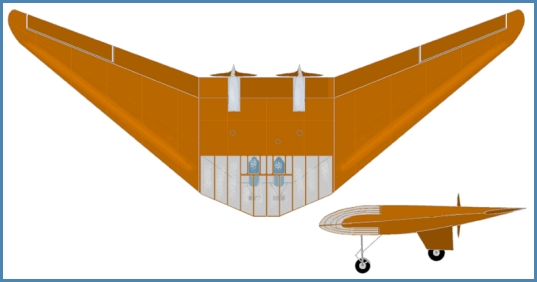
H V a in Kunststoffbauweise

Die Horten H V war ein motorisiertes Nurflügel-Versuchsflugzeug der Brüder Horten.

## Entwicklung
Entwickelt wurde das Flugzeug 1936 mit Unterstützung der Dynamit AG in Troisdorf. Das Flugzeug basiert auf der Horten H II, war in einer neuartigen Kunststoffbauweise (Trolitax Hartgewebe bzw. Hartpapier) konstruiert und verfügte über ein starres Dreiradfahrgestell. Der Trolitax-Baustoff war zuvor bei den Tragflächen des Gleiters Hol’s der Teufel von 1935 getestet worden. Die Zwei-Mann-Besatzung fand liegend nebeneinander im verglasten Bug im Flügelmittelstück Platz. Getestet wurde außerdem bei der H V V1 (H V a) eine neue Steuerung, wobei die Flügelenden an einer schiefen Achse drehbar gelagert vor- und zurückbewegt sowie im Anstellwinkel geändert werden konnten. Im Frühjahr 1937 starteten Reimar und Walter Horten mit dem Prototyp von Bonn/Hangelar aus zum Erstflug. Durch den zu weit hinten liegenden Schwerpunkt, verursacht durch die am Heck angeordneten Hirth-HM-60-R-Motoren, fiel das Flugzeug nach einem kurzen Hüpfer wieder auf den Boden zurück und ging wegen nicht vorhandener Dämpfung und der Sprödigkeit des Kunststoffs zu Bruch. Die Brüder Horten blieben weitgehend unverletzt.
Bei der H V V2 (H V b) wurde deshalb wieder eine konventionelle Steuerung und Gemischtbauweise verwendet. Angetrieben wurde die H V von den zwei erhalten gebliebenen 80-PS-Motoren HM 60 R der H V a, die diesmal weiter mittig angeordnet worden waren und über Fernwellen auf die beiden Druckpropeller wirkten. Die Plätze der beiden Flugzeugführer wurden diesmal konventionell in sitzender Position angeordnet, weshalb die H V b zwei separate Kopfhauben erhielt. Der Bau fand 1937 in der Flugplatzwerft von Köln-Ostheim statt. Im Herbst des Jahres führte Walter Horten dort den ersten Flug aus. Nach Kriegsbeginn wurde die Maschine auf dem Flugplatz Werder einige Zeit im Freien abgestellt und verrottete. Die endgültige Version entstand durch die Restaurierung der V2 und Umbau zum Einsitzer bei der Peschke Flugzeug-Werkstätten GmbH, Minden/Westfalen. Sie erhielt daraufhin das Stammkennzeichen PE+HO. Die H V c soll auch als Ho 252 bezeichnet worden sein, was unwahrscheinlich ist, da die RLM-Nummer 252 bereits an die Junkers Ju 252 vergeben war. Der Erstflug fand am 26. Mai 1942 statt; anschließend wurde das Flugzeug von Walter Horten zur Aerodynamischen Versuchsanstalt (AVA) nach Göttingen überflogen, wo mit ihr weitere Versuchsflüge durchgeführt wurden. Im Sommer 1943 wurde sie beschädigt, als ihr Pilot Joseph Stüper bei einem Meßflug mit ausgefahrenen Landeklappen startete, nicht genügend Höhe gewann, mit dem Fahrwerk das Dach einer Halle streifte und die H V c auf dem dahinterliegenden Gelände bruchlandete. Der Nurflügel wurde nicht wieder aufgebaut und nach Ende des Krieges von alliierten Soldaten verbrannt.

## Technische Daten
| Kenngröße             | Daten (Horten H V V2)                |
| --------------------- | ------------------------------------ |
| Besatzung             | 2                                    |
| Länge                 | 6,00 m                               |
| Spannweite            | 16,00 m                              |
| Höhe                  | 2,10 m                               |
| Flügelfläche          | 42,00 m²                             |
| Flügelstreckung       | 6,1                                  |
| Flächenbelastung      | 26,20 kg/m²                          |
| Leistungsbelastung    | 6,87 kg/PS                           |
| Flächenleistung       | 3,81 PS/m²                           |
| Leermasse             | 650 kg                               |
| max. Startmasse       | 1100 kg                              |
| Höchstgeschwindigkeit | 260 km/h                             |
| Reisegeschwindigkeit  | 230 km/h                             |
| Landegeschwindigkeit  | 65 km/h                              |
| Steiggeschwindigkeit  | 5,50 m/s in Bodennähe                |
| Steigzeit             | 3,5 min auf 1000 m Höhe              |
| Dienstgipfelhöhe      | 6500 m                               |
| Reichweite            | 500 km                               |
| Flugdauer             | 2,2 h                                |
| Startstrecke          | 400 m                                |
| Landestrecke          | 400 m                                |
| Triebwerke            | zwei Hirth HM 60 R; je 80 PS (59 kW) |